# Valldemossa
Valldemossa, en catalan et officiellement (Valldemosa en castillan), est une commune d'Espagne de l'île de Majorque dans la communauté autonome des Îles Baléares. Elle est située à l'ouest de l'île et fait partie de la comarque de la Serra de Tramuntana.

## Géographie

Localisation de l'île Majorque dans les Îles Baléares.
Localisation de Valldemossa dans l'île de Majorque.
Localisation de la comarque de la Serra de Tramuntana dans l'île de Majorque.

## Histoire
Le territoire de la commune était occupé dès l'Âge du fer comme l'atteste le site archéologique de Son Ferrandell-Son Oleza.
Ce village est connu des musiciens et spécialistes de Frédéric Chopin, qui, pendant l’hiver 1838-1839, y composait en bonne partie les 24 préludes, opus 28, alors qu’il séjournait à Valldemosa, dans la Chartreuse de Valldemossa en compagnie de George Sand et de ses enfants. Celle-ci y écrivit son récit de voyage autobiographique Un hiver à Majorque.

## Démographie
Valldemossa se trouve à 17 km de Palma de Majorque dans la vallée de la sierra de Tramontana, plantée d’oliviers et d’amandiers. Elle est riche en sources naturelles et est entourée d'une végétation touffue et abondante. Elle se situe à 400 mètres d'altitude.

## Patrimoine
Depuis le XIXe siècle, le monastère de Valldemossa, la Chartreuse (La Cartoixa en catalan), a hébergé plusieurs hôtes éminents dont les plus célèbres furent Frédéric Chopin et George Sand.
Le poète nicaraguayen Rubén Darío fit une cure de désintoxication au monastère, en 1913. Jorge Luis Borges vécut dans la ville avec sa famille et de nos jours, l’acteur américain Michael Douglas et sa femme, Catherine Zeta-Jones sont les personnalités les plus connues de Valldemossa.
Dans la ville se trouve également la maison natale de Sainte Catalina Tomas et une église du XVIIIe siècle.

### Miramar
À 5 km de la localité se trouve Miramar. Cette demeure fut construite comme monastère par Ramon Llull afin d'y installer un collège de langues orientales. Par la suite, le couvent fut abandonné. Nicolas Calafat y installa la première machine à imprimer de Majorque en 1485 et y imprima deux ans après la Devota contemplación y meditaciones de la Vía-Sacra. Le lieu servit enfin de résidence à l'archiduc Louis-Salvador de Habsbourg-Lorraine qui acheta le monastère en 1872 et y adjoignit une maison de type sicilien surmontée de vignes,. Il est le cadre de nombreux chapitres du roman historique que Jean-Louis Sarthou consacra à l'archiduc.

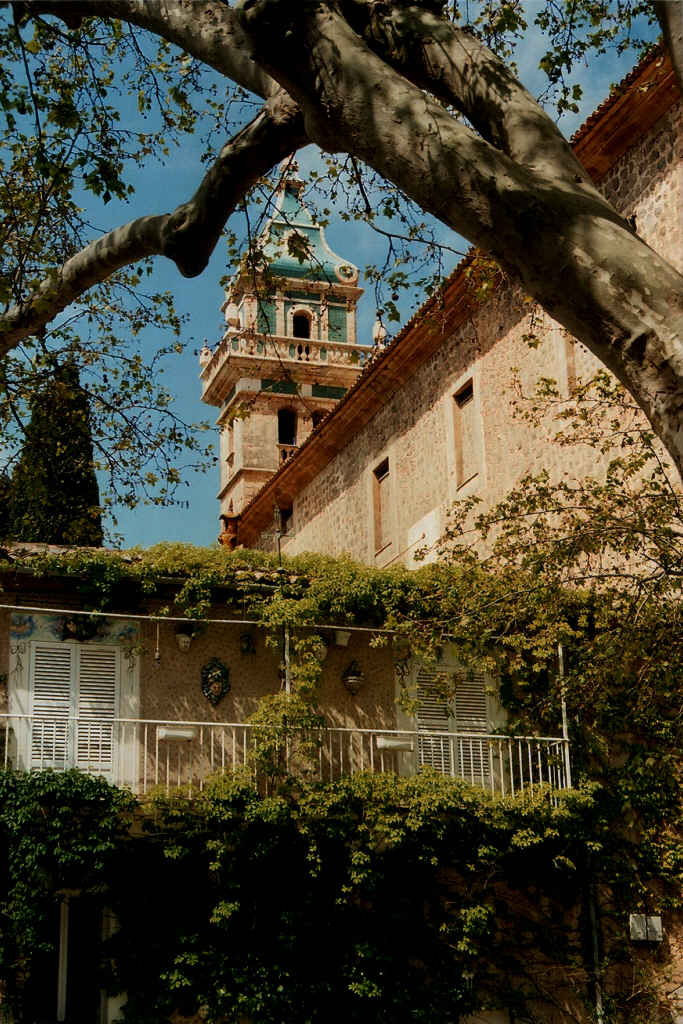
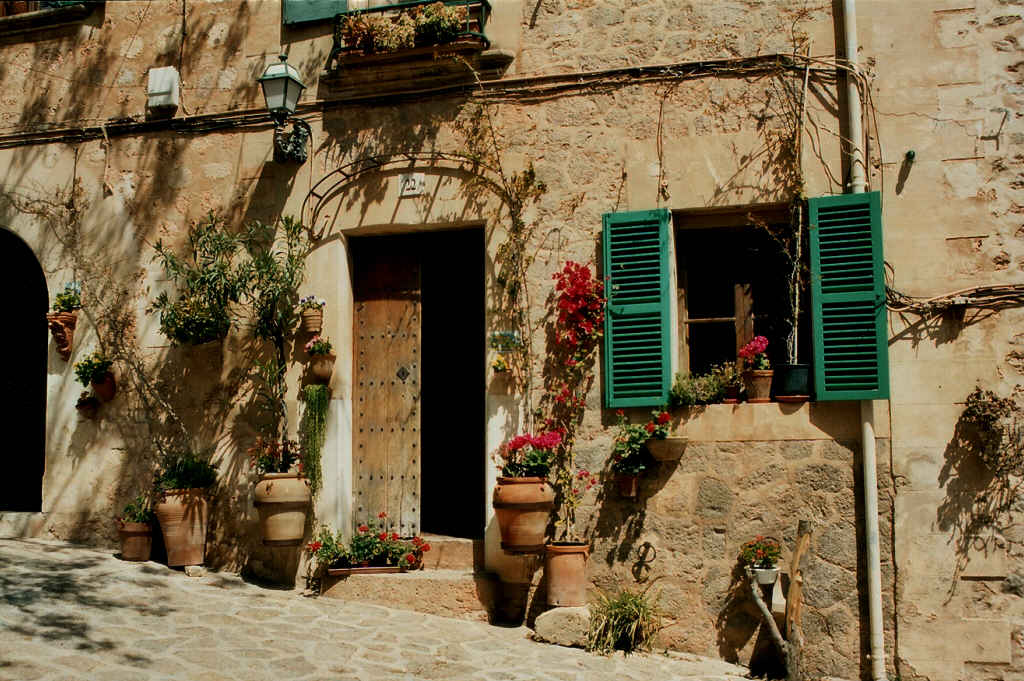